# Susak
La Isla Susak (en croata: Otok Susak) es una pequeña isla en la costa norte del Adriático de Croacia. El nombre Sansego, proviene de la palabra griega Sansegus que significa orégano debido a que este crece en abundancia en la isla. Un pequeño porcentaje de nativos todavía residen en la isla, pero esta se ha ido convirtiendo en un destino turístico muy popular, especialmente durante los meses de verano. 
Situada en la bahía de Kvarner y al sureste de la península de Istria, esta isla croata está a unos 7 kilómetros (4,3 millas) al suroeste de la isla de Lošinj, a 10 kilómetros (6,2 millas) al sur de la isla de Unije, y a 120 kilómetros (75 millas) al este de la costa italiana.